# Золотой свисток
Золотой свисток — хоккейный приз, который по итогам сезона вручается лучшему главному и лучшему линейному судье Континентальной хоккейной лиги на официальной церемонии закрытия сезона. 
Приз был учреждён ПХЛ в 1997 году и вручался лучшему судье чемпионата России, определяемому по опросу главных тренеров команд.
С момента образования КХЛ, с сезона 2008/09, награду вручает Континентальная хоккейная лига. Приз, вручаемый главному судье, носит имя легендарного советского судьи Андрея Васильевича Старовойтова.
Лучшего линейного судью КХЛ награждает с 2017 года. Трофей, который получает лучший линейный судья, носит имя известного арбитра Михаила Галиновского.

## Все обладатели
За время вручения приза его получали 18 судей – 13 главных и пять линейных. При этом пять арбитров получали награду более одного раза – Вячеслав Буланов (6), Эдуард Одиньш (4), Леонид Вайсфельд (3), Михаил Бутурлин и Александр Поляков (по 2).
| Сезон     | Судья                                                       |
| --------- | ----------------------------------------------------------- |
| 2021/2022 | Сергей Беляев (главный) Юрий Иванов (линейный)              |
| 2020/2021 | Виктор Гашилов (главный) Никита Шалагин (линейный)          |
| 2019/2020 | Не вручался                                                 |
| 2018/2019 | Алексей Раводин (главный) Глеб Лазарев (линейный)           |
| 2017/2018 | Константин Оленин (главный) Александр Садовников (линейный) |
| 2016/2017 | Сергей Кулаков (главный) Дмитрий Сивов (линейный)           |
| 2015/2016 | Эдуард Одиньш [4]                                           |
| 2014/2015 | Алексей Анисимов                                            |
| 2013/2014 | Эдуард Одиньш [3]                                           |
| 2012/2013 | Эдуард Одиньш [2]                                           |
| 2011/2012 | Вячеслав Буланов [6]                                        |
| 2010/2011 | Эдуард Одиньш                                               |
| 2009/2010 | Вячеслав Буланов [5]                                        |
| 2008/2009 | Вячеслав Буланов [4]                                        |
| 2007/2008 | Александр Поляков [2]                                       |
| 2006/2007 | Вячеслав Буланов [3]                                        |
| 2005/2006 | Вячеслав Буланов [2]                                        |
| 2004/2005 | Вячеслав Буланов                                            |
| 2003/2004 | Александр Поляков                                           |
| 2002/2003 | Михаил Бутурлин [2]                                         |
| 2001/2002 | Михаил Бутурлин                                             |
| 2000/2001 | Леонид Вайсфельд [3]                                        |
| 1999/2000 | Сергей Карабанов                                            |
| 1998/1999 | Леонид Вайсфельд [2]                                        |
| 1997/1998 | Леонид Вайсфельд                                            |
| 1996/1997 | Виктор Якушев                                               |

Примечание:
- в квадратных скобках указано, в какой раз судья получал приз (для тех, кто выигрывал награду более одного раза).
- сезон 2019/20 был завершён досрочно из-за пандемии коронавируса, приз не вручался[16][17].